# Norwegische Badmintonmeisterschaft 2010
Die Norwegische Badmintonmeisterschaft 2010 fand vom 5. bis zum 7. Februar 2010 on Kristiansand, Odderneshallen in Kristiansand statt. Ausrichter war der Kristiansand Badmintonklubb.

## Sieger und Platzierte
| Disziplin    | Gold                                                           | Silber                                  | Bronze                                               |
| ------------ | -------------------------------------------------------------- | --------------------------------------- | ---------------------------------------------------- |
| Herreneinzel | Steinar Klausen (Moss BK)                                      | Jim Ronny Andersen (Kristiansand BK)    | Ronny Withers (Kristiansand BK)                      |
| Herreneinzel | Steinar Klausen (Moss BK)                                      | Jim Ronny Andersen (Kristiansand BK)    | Marius Fartum (Bygdø BK)                             |
| Dameneinzel  | Sara Blengsli Kværnø (Grong BK)                                | Hanna Blengsli Kværnø (Grong BK)        | Mari Helene Bøe (SaBK)                               |
| Dameneinzel  | Sara Blengsli Kværnø (Grong BK)                                | Hanna Blengsli Kværnø (Grong BK)        | Carina Amundsen (Bygdø BK)                           |
| Herrendoppel | Steinar Klausen Erik Rundle (Moss BK/Bygdø BK)                 | Erik Lia Trond Wåland (Kristiansand BK) | Magnus Christensen Johannes Arnhoff Hagen (FIL/PBK)  |
| Herrendoppel | Steinar Klausen Erik Rundle (Moss BK/Bygdø BK)                 | Erik Lia Trond Wåland (Kristiansand BK) | Ronny Withers Pål Withers (Kristiansand BK)          |
| Damendoppel  | Monica Halvorsen Sara Blengsli Kværnø (Sandefjord BK/Grong BK) | Terese Owesen Charlotte Aase (HIF)      | Gry Kirsti Skjønhaug Maren Formo (Bygdø BK/Grong BK) |
| Damendoppel  | Monica Halvorsen Sara Blengsli Kværnø (Sandefjord BK/Grong BK) | Terese Owesen Charlotte Aase (HIF)      | Mari Helene Bøe Tiril Kristine Tanum (SaBK)          |
| Mixed        | Jim Ronny Andersen Helene Abusdal (Kristiansand BK)            | Erik Rundle Monica Halvorsen (ByBK)     | André Høidebraaten Frøydis Formo (Moss BK/Grong BK)  |
| Mixed        | Jim Ronny Andersen Helene Abusdal (Kristiansand BK)            | Erik Rundle Monica Halvorsen (ByBK)     | Sverre Bergland Gry Kirsti Skjønhaug (Bygdø BK)      |